# Václav Kejř
ThDr. h. c. Václav Kejř (15. října 1904 Bechlín – 19. ledna 1989 Mělník) byl český evangelický teolog, duchovní a v letech 1969 až 1977 synodní senior, tedy nejvyšší představitel Českobratrské církve evangelické.
Svá kazatelská působení začal po návratu ze studií v Americe coby vikář ve sboru v Daňkovicích v roce 1933. Dne 18. září 1938 byl zvolen na místo druhého faráře ve sboru v Novém Městě na Moravě, kde tak pracoval souběžně s tamním prvním farářem Vincencem Vašířem. Zde působil až do svého zvolení synodním seniorem v roce 1969. Funkci synodního seniora vykonával do roku 1977, kdy byl vystřídán Miloslavem Hájkem. Dne 8. dubna 1975 mu Komenského evangelická bohoslovecká fakulta v Praze udělila čestný doktorát teologie.